# Paradamoetas
Paradamoetas là một chi nhện trong họ Salticidae.